# 蘭卡斯特手槍
蘭卡斯特手槍（英語：Lancaster Pistol）是一款由英国械設計師並在19世紀中後期生產的多管（2或4管）式手枪，發射各種中央式手槍口徑彈藥——主要是.38 S&W（.38/200）、.450亞當斯、.455韋伯利和.577史奈德——等各款子彈。
該槍的設計師之一，倫敦槍匠查爾斯·蘭卡斯特於1847年成為父親查爾斯（Charles Sr）的學徒，開始其職業生涯。在1850年代，他發明了橢圓形膛線和燃氣檢查彈。

## 序述
該槍是19世紀中葉流行的胡椒槍的現代化版本。與這些較早的裝有火帽點燃功能的槍型不同的是，蘭卡斯特是為裝填更現代化的黃銅彈藥而作。獨特的橢圓形膛線還使得它能夠發射.410號徑散彈。它的射速比標準公發的亞當斯左輪手槍要快，並且經常裝有特蘭特型扳機以克服旋轉式撞針的沉重扣力。
蘭卡斯特手槍有時又被歸類為狩獵手槍，由於其開火速度更快而且相對於當代左輪手槍而言可靠性更高，因此在英属印度統治期間在印度和非洲的英國軍官當中頗受歡迎。在大狩獵（例如老虎或角水牛）當中用作近距離防禦武器的獵人和探险家亦給予它高度評價。與左輪手槍不同的是，由於膛室與槍管之間並沒有間隙，因此在發射時並不會洩漏燃氣。一種稀有的衍生型，是為雷瓦的大公而製作的狩獵武器，採用四管步槍的形態。

## 在蘇丹使用
它的彈藥具有比當代的博蒙特—亞當斯和柯爾特海軍型兩款左輪手槍更強大的製動力，使得其非常適合用於殖民戰爭。當面對諸如祖魯族或安薩爾（所謂的蘇丹德爾維希）等衝鋒型部落時，更多的現代化彈藥往往會直接越過敵人並且繼續前進。需要指出的是一枚沉重的鉛製彈丸，會殘留在他倆
的體內並且將他們放倒下來。一位著名的使用者是攝影師和电影制片人約翰·蒙塔格·貝內特·斯坦福中校（1870年—1947年），在恩圖曼戰役當中擔任戰地記者時，他以蘭開斯特手槍擊殺了使用祖魯矛狂熱地襲來的蘇丹安薩爾。
隨著左輪手槍變得更可靠、裝彈速度更快，從而消除了多管設計的眾多優點，它最終在19世紀後期被各種韋伯利轉輪手槍所取代。但直到第一次世界大戰時期，仍有一部份仍在使用，並且眾所周知，它們堅固耐用而且易於維護。

## 流行文化
在1996年电影《黑夜幽灵》當中，邁克爾·道格拉斯飾演的著名大狩獵獵手查爾斯·雷明頓的武器是裝有獨特的彈簧支撐式刀片的雙管蘭卡斯特狩獵手槍。
在2016年第一人称射击游戏《战地1》當中，蘭卡斯特手槍被命名為「狩獵手槍」（Howdah Pistol），可由突擊兵所使用，被歸類為佩槍。

## 資料來源
1. ↑    - Maze, Robert J. Howdah to High Power. Tucson, Arizona: Excalibur Publications, 2002. ISBN 1-880677-17-2. [页码请求]
2. 1 2   (PDF).   [2018-05-07]. （原始内容存档 (PDF)于2018-05-07）.
3. 1 2 3  Myatt, F, 19th century firearms (London 1989) [页码请求]
4. ↑  Howard L. Blackmore. . Courier Corporation. 2000: 312. ISBN 978-0-486-40961-0.
5. ↑  .   [2020-04-22]. （原始内容存档于2021-01-23）.
6. ↑  Wayne Webster. . BookRix. 2016: 8. ISBN 978-3-7396-5084-5.
7. ↑  .   [2020-04-22]. （原始内容存档于2021-01-16）.
8. ↑  .   [2020-04-22]. （原始内容存档于2018-05-07）.
9. ↑  .   [2020-04-22]. （原始内容存档于2021-01-28）.
10. ↑  .   [2020-04-22]. （原始内容存档于2018-11-09）.
11. ↑  Mark Simner. . Fonthill Media. 2017: 206.

## 外部連結
- （英文）—Lancaster Howdah Pistols at RIA – Forgotten Weapons （页面存档备份，存于）